# Dungog
Dungog är en ort i Australien. Den ligger i kommunen Dungog och delstaten New South Wales, i den sydöstra delen av landet, omkring 170 kilometer norr om delstatshuvudstaden Sydney. Antalet invånare är 2 102.
Runt Dungog är det mycket glesbefolkat, med 3 invånare per kvadratkilometer.. Dungog är det största samhället i trakten.
I omgivningarna runt Dungog växer i huvudsak städsegrön lövskog. Genomsnittlig årsnederbörd är 1 297 millimeter. Den regnigaste månaden är februari, med i genomsnitt 236 mm nederbörd, och den torraste är september, med 45 mm nederbörd.